# Oreolalax xiangchengensis
Espèce
Synonymes
- Scutiger xiangchengensis deqenicus Yang & He, 1990

Statut de conservation UICN

 LC  : Préoccupation mineure
Oreolalax xiangchengensis est une espèce d'amphibiens de la famille des Megophryidae.

## Répartition
Cette espèce est endémique du centre-Sud de la République populaire de Chine. Elle se rencontre entre 2 140 et 3 550 m d'altitude :
- dans le nord-ouest de la province du Yunnan ;
- dans le sud-ouest de la province du Sichuan.

## Étymologie
Son nom d'espèce, composé de xiangcheng et du suffixe latin -ensis, « qui vit dans, qui habite », lui a été donné en référence au lieu de sa découverte, le xian de Xiangcheng au Sichuan.

## Publication originale
- Fei & Huang, 1983 : A new species of pelobatid toads from western Sichuan. Acta Herpetologica Sinica, New Series, vol. 2, no 1, p. 71-75.